# Bitwa o Harpers Ferry
Bitwa o Harpers Ferry – starcie zbrojne, które miało miejsce w dniach 12–15 września 1862 podczas wojny secesyjnej. Licząca około 19,9 tys. żołnierzy armia Konfederacji dowodzona przez generała dywizji Thomasa „Stonewalla” Jacksona, otoczyła, zbombardowała i pokonała oddziały Unii stacjonujące w miasteczku Harpers Ferry w stanie Wirginia (obecnie w stanie Wirginia Zachodnia), biorąc do niewoli 12 419 żołnierzy Unii i śmiertelnie raniąc dowódcę oddziałów Unii, pułkownika Dixona S. Milesa. 

## Kampania konfederatów w Maryland

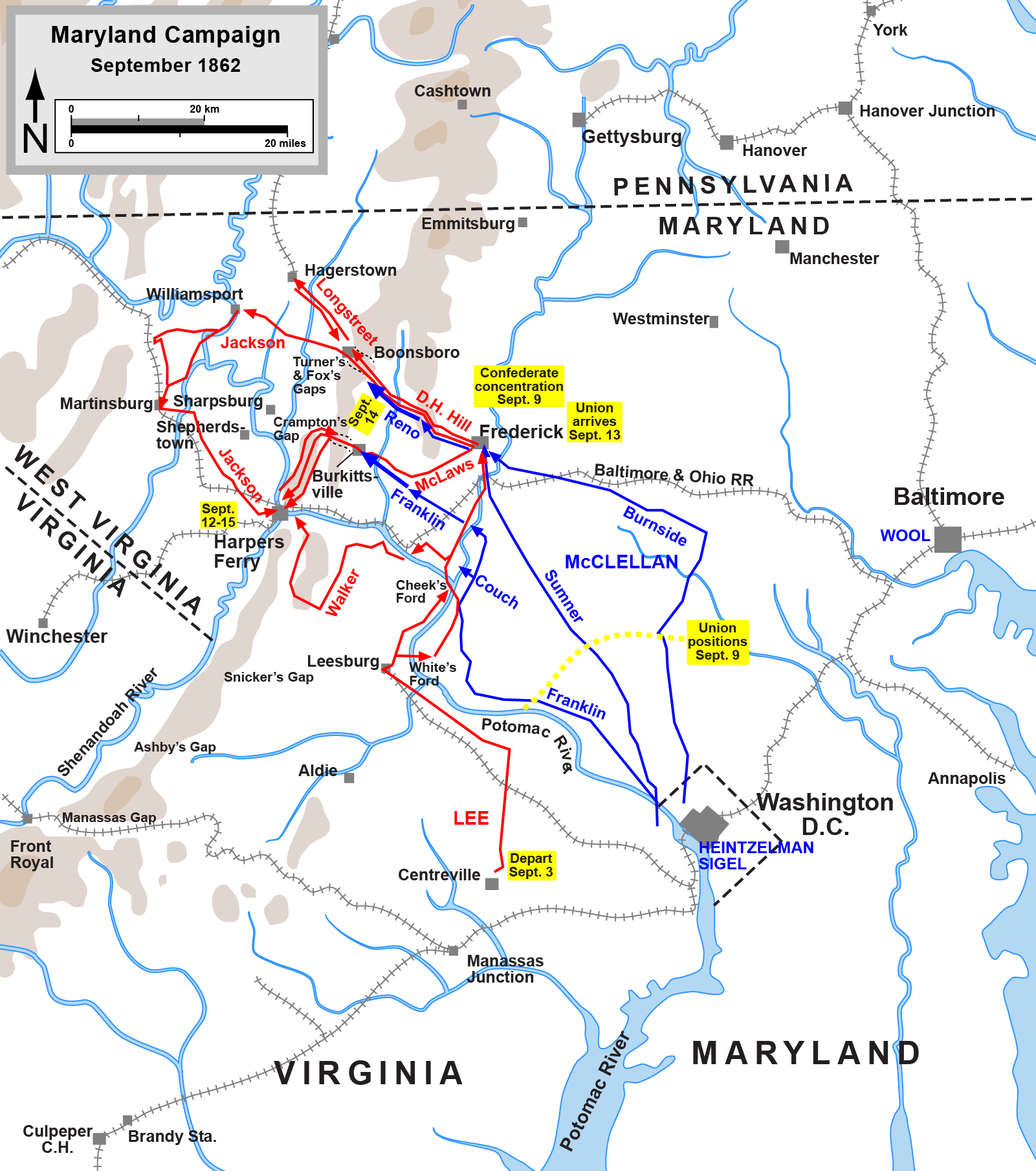
Ruchy wojsk w kampanii Maryland od 3 do 15 września 1862 roku

Pierwsza inwazja konfederatów na północ zaczęła się 4 września 1862, gdy Armia Północnej Wirginii pod dowództwem generała Roberta E. Lee wkroczyła do Maryland, przekraczając rzekę Potomak w pobliżu brodu White's Ford. W ciągu następnych kilku dni armia założyła swój obóz w pobliżu miejscowości Frederick w stanie Maryland.
Generał Lee oczekiwał, że w obliczu inwazji liczące około 14 tysięcy żołnierzy oddziały Unii stacjonujące w Harpers Ferry oraz w Martinsburgu wycofają się na północ. Lee potrzebował dostępu do doliny Shenandoah, którędy prowadziły ich główne linie zaopatrzeniowe i komunikacyjne konfederatów. Zdobycie Harpers Ferry było konieczne do ich otwarcia. Oddziały Północy nie planowały jednak wycofywać się z zajmowanych pozycji, co doprowadziło generała Lee do rozterki.
Uważając, że siły Unii są „bardzo zdemoralizowane i w warunkach chaosu” po porażce w drugiej bitwie pod Manassas oraz określając ich dowódcę, generała George'a McClellana jako „generała zdolnego, ale ostrożnego”, Lee zdecydował się podzielić swoją armię na cztery części. Rozkaz specjalny 191 zawierał wszystkie szczegóły operacyjne: trzy oddzielne kolumny wojska liczące łącznie około 23 tysiące żołnierzy miały ruszyć w kierunku Harpers Ferry, okrążyć miasto i pojmać lub zniszczyć stacjonujący tam garnizon Unii. Po skutecznym przeprowadzeniu tej operacji oddziały armii generała Lee miały połączyć się ponownie w miejscowości Boonsboro, ponad 30 km na północ od Harpers Ferry. Do przeprowadzenia ataku na Harpers Ferry Lee wyznaczył generała majora Thomasa „Stonewalla” Jacksona.

## Garnizon Unii w Harpers Ferry
Kiedy pułkownik wojsk Unii Dixon S. Miles przybył do Harpers Ferry wiosną 1862 roku aby objąć dowództwo, zastał zniszczone wojną zgliszcza. Fabryka broni w Harpers Ferry, która przed wojną produkowała około 10 tysięcy sztuk broni rocznie, leżała w ruinach spalona przez wojska konfederatów w 1861 roku. Kościoły i młyny w mieście zostały przekształcone w szpitale. W sklepach i domach mieszkalnych urządzono koszary i stajnie. W liczącym przed wojną secesyjną 3 000 mieszkańców mieście pozostało zaledwie około 100 osób. Jeden z żołnierzy napisał, że „całe miasto nie było warte nawet 10 dolarów”.
Ale miasto wciąż posiadało znaczącą wartość pod względem militarnym. Harpers Ferry służyło jako ważna baza dostarczająca zapasów wojskom Unii działającym na terenie doliny Shenandoah. Miasto umożliwiało także kontrolę nad kanałem Chesapeake i Ohio oraz koleją Baltimore i Ohio, ważnymi szlakami transportowymi, którymi dostarczano zapasów oddziałom Unii. W sumie, we wrześniu 1862 roku pułkownik Miles dowodził około 14 tysiącami żołnierzy stacjonującymi w Harpers Ferry i Martinsburgu.

## Atak konfederatów

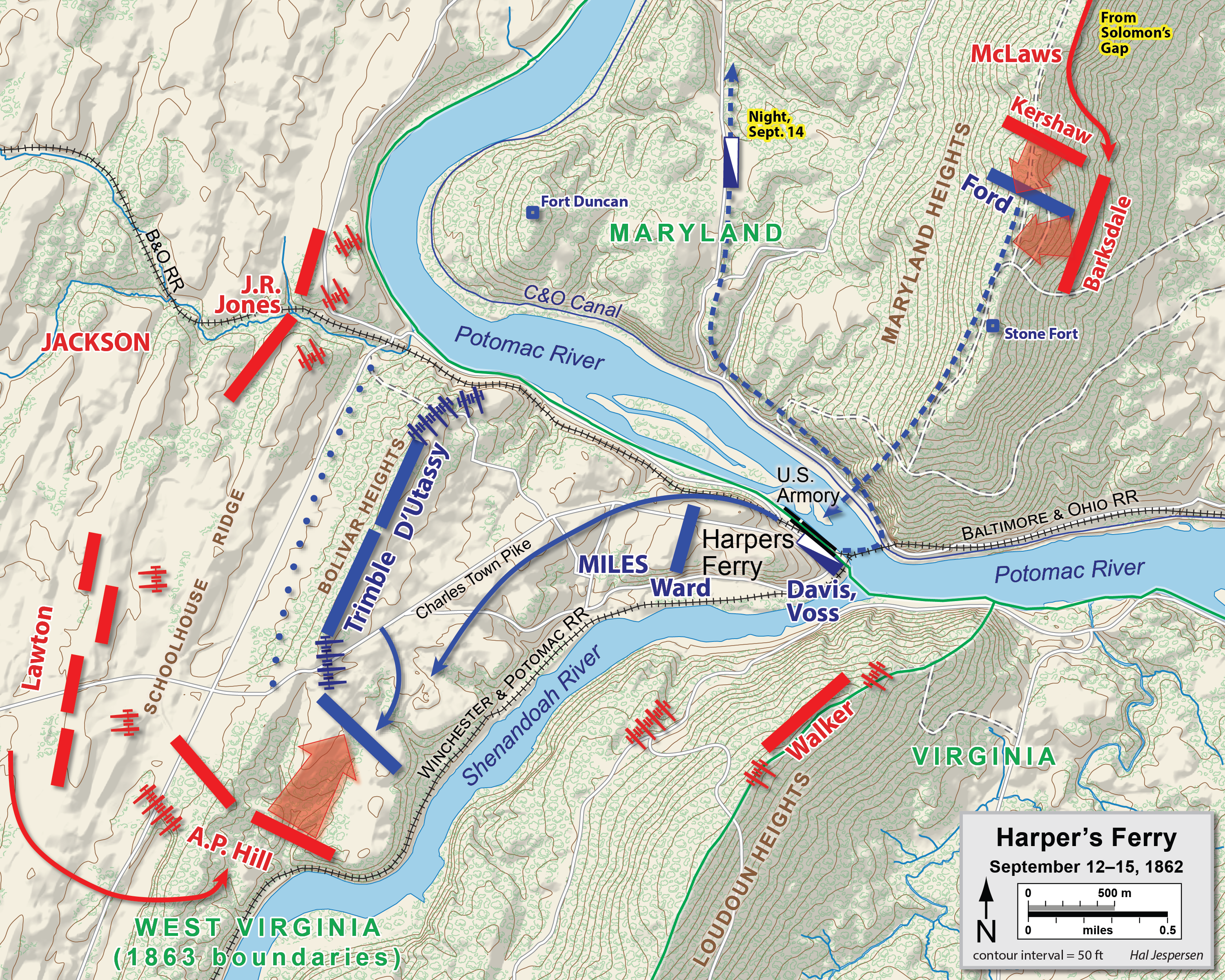
Pozycje oddziałów wojsk Konfederacji (na czerwono) i Unii (na niebiesko) podczas bitwy o Harpers Ferry we wrześniu 1862 roku

Operacja wojskowa zaplanowana w rozkazie specjalnym 191 z technicznego punktu widzenia była trudna do przeprowadzenia. Plan wymagał, aby trzy oddzielne kolumny wojska dotarły do Harpers Ferry z trzech różnych kierunków, maszerując okrężnymi drogami na swoje pozycje, wspinając się na trzy różne grzbiety górskie oddzielone od siebie dwiema rzekami. Oddziały musiały umieścić ciężką artylerię na odpowiednich pozycjach na szczytach wzniesień, wciągnąć tam wozy amunicji, komunikując się co najwyżej przy pomocy flag sygnałowych. Plan zakładał, że wszystko to zostanie wykonane w ciągu trzech dni. Armii generała Lee brakowało żywności, odzieży, butów i wydawało się, że nie jest ona zdolna fizycznie dotrzymać terminów określonych w planach ofensywy. Mimo tego, że plan wydawał się niemożliwy do wykonania, 10 września Lee pożegnał się z oddziałami, które wyruszyły w kierunku Harpers Ferry.
Generał brygadier John G. Walker dowodził jednym ze skrzydeł trójstronnego ataku oskrzydlającego dowodzonego przez Jacksona. Jego oddział przekroczył Potomak promem Noland's Ferry w pobliżu Point of Rocks w Maryland, a następnie zaczął się wspinać po wschodnich stokach wzgórz Loudoun Heights. Pułkownik Miles nie ustanowił żadnych posterunków ludzi czy artylerii na tych wzgórzach uważając, że są one w zasięgu artylerii Unii położonych na pobliskich wzgórzach Maryland Heights. Walker, bez jakiegokolwiek oporu ze strony oddziałów Unii ustanowił oddział artylerii na wzgórzach Loudoun Heights i 14 września po raz pierwszy wymienił ogień z oddziałami Unii stacjonującymi w Harpers Ferry.
Generał major Lafayette McLaws dowodził drugim skrzydłem ataku wojsk Konfederacji. McLaws bardzo dobrze rozumiał ukształtowanie terenu wokół Harpers Ferry i wiedział, że wzgórza Maryland Heights o wysokości 441 m n.p.m. są najwyższym grzbietem górskim w okolicy miasta. McLaws napisał: „Nie możemy zająć Harpers Ferry, dopóki wzgórza Maryland Heights będą zajmowane przez wroga. Jeżeli zdobędziemy te wzgórza, miasto znajdzie się w pozycji nie do obrony”.
McLaws rozkazał swoim dwóm brygadom piechoty podążać na południe wzdłuż grani grzbietu Elk Ridge, północnego przedłużenia wzgórz Maryland Heights. Mimo zdeterminowanego i upartego oporu obrońców, 13 września oddziałom Południa udało się wyprzeć ze wzgórz 4600 żołnierzy Północy. Dzień później, cztery działa dowodzone przez McLawsa otworzyły ogień na Harpers Ferry.
Trzecie skrzydło konfederatów dowodzone było osobiście przez generała majora Thomasa „Stonewalla” Jacksona. Oddziały Jacksona przeszły z Fredericka do Boonsboro i dalej przez zachodnią część stanu Maryland, przekraczając Potomak w pobliżu miejscowości Williamsport, zdobywając po drodze Martinsburg i ostatecznie zbliżyły się do Harpers Ferry od północnego zachodu, w dwa dni pokonując 82 kilometry. Czternastotysięczny oddział Jacksona zajął grzbiet School House Ridge, otaczając garnizon Unii w Harpers Ferry ze wszystkich stron.

## Sytuacja bez wyjścia

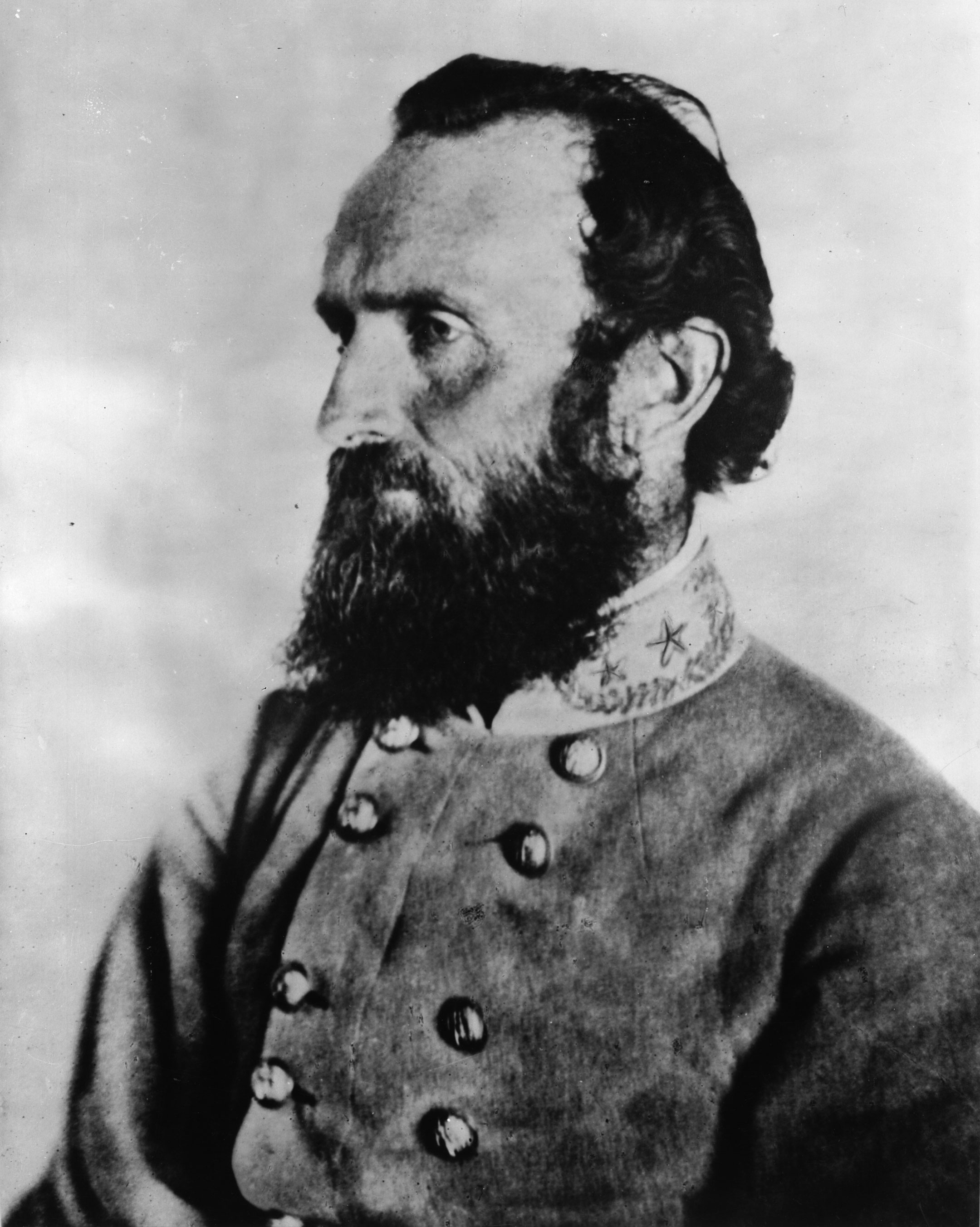
Generał Thomas „Stonewall” Jackson

Ze sztabu w pobliżu miejscowości Halltown, „Stonewall” Jackson metodycznie i systematycznie dowodził swoją artylerią aby całkowicie zniszczyć wroga. Ogień artylerii konfederatów był skuteczny i demoralizujący. Pułkownik William H. Trimble napisał, że „nie było miejsca, w którym można by położyć dłoń i powiedzieć, że jest bezpieczna”.
Uświadamiając sobie, że samo bombardowanie z oddali nie wystarczy aby szybko zmusić wroga do kapitulacji, Jackson rozkazał generałowi A.P. Hillowi oskrzydlić pozycję Unii na szczycie wzgórz Bolivar Heights. Używając grzbietu School House Ridge jako osłony, Hill przesunął swoje oddziały w kierunku rzeki Shenandoah, zabierając ze sobą wzdłuż urwistych brzegów rzeki pięć sztuk artylerii. Ostatecznie udało mu się umieścić działa około 900 metrów od odsłoniętego lewego skrzydła pozycji żołnierzy Północy. Hill później napisał, że w tym momencie „los Harpers Ferry był przesądzony”. Pułkownik Trimble był tego samego zdania pisząc w swoim pamiętniku 14 września wieczorem: „Wszyscy zdają się uważać, że musimy się poddać lub zostaniemy pocięci na kawałki”.

## Śmiała ucieczka kawalerii
Zdając sobie sprawę, że kapitulacja Harpers Ferry przed wojskami Konfederacji jest nieuchronna, dowódca kawalerii Unii, pułkownik Benjamin F. „Grimes” Davis, uznał, że warto spróbować wydostać się z pułapki. Wieczorem 14 września liczące około 1500 żołnierzy oddziały Davisa, prowadzone przez porucznika Greena oraz cywilnego zwiadowcę Toma Noakesa, przekroczyły rzekę Potomak przy pomocy mostu pontonowego a następnie udały się drogą Johna Browna w kierunku Sharpsburga. Przypadkowo konfederaci wycofali oddziały strzegące drogi Johna Browna, przesuwając je do doliny Pleasant Valley, aby zapobiec zagrożeniu ze strony sił Unii przy przełęczy Crampton's Gap.
Kolumna kawalerii Davisa podążała w kierunku Sharpsburga, po drodze zdobywając w pobliżu Williamsportu mający 91 wagonów pociąg wiozący amunicję dla konfederatów i ostatecznie rankiem 15 września docierając bezpiecznie do miasta Greencastle w Pensylwanii. Sytuacja w Harpers Ferry miała się jednak dużo gorzej.

## Kapitulacja
Rankiem 15 września, dowódcy wojsk Unii w Harpers Ferry zwołali naradę wojenną. Otoczeni ze wszystkich stron przez dwukrotnie większe siły wroga i bez amunicji do dział dalekiego zasięgu, oficerowie jednogłośnie zgodzili się poddać. Około 9 rano białe flagi zostały wywieszone przez oddziały Unii na wzgórzach Bolivar Heights. Kilka minut później, zbłąkany pocisk artylerii konfederatów eksplodował bezpośrednio za pułkownikiem Dixonem Milesem, śmiertelnie raniąc głównego dowódcę wojsk Unii. Generał brygadier Julius White, drugi rangą dowódca Unii, dokonał ostatecznych ustaleń dotyczących kapitulacji.
W Harpers Ferry Jackson wziął do niewoli prawie 12 500 żołnierzy Unii, najwięcej podczas jednej bitwy w czasie całej wojny secesyjnej. Konfederaci zdobyli także 13 tysięcy sztuk broni oraz 47 sztuk artylerii.